# Elecciones parlamentarias de Jordania de 2013
Las elecciones parlamentarias de Jordania de 2013 se llevaron a cabo el 23 de enero de 2013.

## Enmiendas constitucionales
El 29 de septiembre de 2012 se aprobaron importantes modificaciones a la Constitución del Reino Hachemita de Jordania, entre ellas la que estableció la Comisión Electoral Independiente.

## Sistema electoral
Los candidatos se eligieron de dos formas, unos de forma uninominal por cada distrito electoral y otras en listas por circunscripciones con representación proporcional. El número de candidatos reservados para los partidos políticos se elevó de 17 a 27, y el número de curules se elevó de 140 a 150 escaños del Parlamento de Jordania.

### Electores registrados
La cantidad de electores que se registraron fue de 2,272,182 en las 45 circunscripciones en que se dividió al país.

## Campaña electoral
En julio de 2012, la Hermandad Musulmana afiliada al Frente de Acción Islámica, anunciaron que el partido boicotearía las elecciones, en virtud de que los cambios en la ley electoral, así como el número de escaños para los partidos políticos no son suficientes, y, que el sistema electoral favorece a los candidatos tribales.
El 18 de enero de 2013, Hanan Said, líder de la Hermandad Musulmana en Jordania, dijo en un acto ante cientos de manifestantes que se proponen continuar las protestas pacíficas para obligar al gobierno del primer ministro designado, Abdullah Ensour, a suspender la consulta, programada para la semana próxima. «Rechazaremos las elecciones cosméticas y los planes contra nuestras demandas de reformas, queremos un gobierno del pueblo...», corearon algunos de los protestantes reunidos en esta capital por una convocatoria del Frente de Acción Islámica, brazo electoral de la Hermandad Musulmana.

## Participación
La Comisión Electoral Independiente informó que para las elecciones se registraron 1,425 candidatos, entre ellos 91 mujeres. 22 candidatos se consideran islamistas. La participación fue de 56.687% (1,288,043) de los 2,272,182 electores. Hubo más de 7,000 observadores locales e internacionales que vigilaron la jornada electoral.

## Resultados
La Comisión Electoral Independiente anunció que el 24 de enero por la tarde dará a conocer los resultados preliminares de la elección.
| Partido                                                                      | Votos     | %      | Escaños |
| ---------------------------------------------------------------------------- | --------- | ------ | ------- |
| Partido Centro Islámico                                                      |           |        | 3       |
| Partido Corriente Nacional                                                   |           |        | 2       |
| Votos en blanco o nulos                                                      |           |        | -       |
| Total                                                                        | 1.288.043 | 100,00 | 150     |
| Padrón electoral                                                             | 2.272.182 | 56,69  | –       |
| Fuente: "المستقلة للانتخاب" تعلن النتائج الاولية غير الرسمية للدوائر المحلية |           |        |         |

El analista Nabil Ghishan, redactor jefe del diario "Al Arab Al Yum", explicó a EFE que los resultados muestran una clara fragmentación del voto, sobre todo en las listas cerradas, y declaró: «Las posibilidades de que haya un bloque político mayoritario en el Parlamento serán débiles, ya que eso obligará a los partidos a formar coaliciones», subrayó Ghishan. En su opinión, esto dificultará que se forme un gobierno parlamentario y que el rey pueda elegir a un primer ministro con una clara mayoría que lo apoye.